# Agrotis luehri
Agrotis luehri là một loài bướm đêm trong họ Noctuidae.